# Pomeni imen asteroidov: 91001–92000
Pregled pomenov imen asteroidov (malih planetov) od številke 91001 do 92000, ki jim je Središče za male planete dodelilo številko in so pozneje dobili tudi uradno ime  v skladu z dogovorjenim načinom imenovanja. Pregled je preverjen z Schmadelovim “Slovarjem imen malih planetov” (“Dictionary of Minor Planet Names”). 
Pregled pojasnjuje izvor oziroma pomen imen asteroidov, ki ga je priznala Mednarodna astronomska zveza (IAU). Nekateri asteroidi imajo imajo dodatno pojasnilo o izvoru imena, ki pa vedno ni popolnoma zanesljivo (oznaka “†” ali “‡“). 
| Ime                   | Začasna oznaka | Izvor imena |
| 91001–91100           | 91001–91100    | 91001–91100 |
| --------------------- | -------------- | --- |
| 91006 Fleming         | 1998 BT25      | Alexander Fleming (1881 – 1955), škotski biolog, farmakolog in dobitnik Nobelove nagrade, odkritelj penicilina †                                                                        |
| 91007 Ianfleming      | 1998 BL30      | Ian Lancaster Fleming, britanski pisatelj in časnikar, izmislil si je Jamesa Bonda ("007") †                                                                                            |
| 91024 Széchenyi       | 1998 DA33      | grof István Széchenyi (1791 – 1860), "največji Madžar", madžarski pisatelj, reformator in domoljub †                                                                                    |
| 91101–91200           |                | |
| 91199 Johngray        | 1998 SS147     | John N. Gray (rojen 1948), britanski filozof † |
| 91201–91300           |                | |
| 91214 Diclemente      | 1998 YB10      | Aldo Di Clemente, italijanski ljubiteljski astronom, tehnični strokovnjak na postaji Campo Imperatore , ki pripada Astronomskemu observatoriju Rim (Osservatorio Astronomico di Roma) † |
| 91287 Simon-Garfunkel | 1999 FP21      | Simon in Garfunkel, ameriški popularni duo iz 60-tih let 20. stoletja † |
| 91301–91400           |                | |
| 91401–91500           |                | |
| 91422 Giraudon        | 1999 OH        | Edmond Giraudon, francoski profesor strojegradnje in popularizator astronomije, ki je dal pobudo za izgradnjo petih observatorijev na večjem številu visokih šolah Francije †           |
| 91428 Cortesi         | 1999 QT1       | Sergio Cortesi, italijanski astronom, predstojnik Sončevega observatorija Locarno-Monti (Specola Solare Locarno-Monti) od leta 1957 †                                                   |
| 91429 Michelebianda   | 1999 QO2       | Michele Bianda, (švicarski ali italijanski?) strokovni direktor Sončevega raziskovalnega inštituta (Istituto Ricerche Solari) v Locarnu †                                               |
| 91501–91600           |                | |
| 91601–91700           |                | |
| 91701–91800           |                | |
| 91801–91900           |                | |
| 91890 Kiriko Matsuri  | 1999 VD2       | Kiriko Matsuri, "Festival Kiriko"; kirike so velike japonske svetilke, velike do 15 m in težke tudi 2 toni †                                                                            |
| 91901–92000           |                | |

| Predhodnik: 90001–91000 | Pomeni imen asteroidov Seznam asteroidov (91001-91250) Seznam asteroidov (91251-91500) Seznam asteroidov (91501-91750) Seznam asteroidov (91751-92000) | Naslednik: 92001–93000 |